# Аеродром Лајпциг/Хале
Аеродром Лајпциг/Хале је међународни аеродром који опслужује немачке градове Лајпциг и Хале, смештен између њих. Иако је ово један од међународних путничких аеродрома у држави, Аеродром Лајпциг/Хале је много познатији по карго-промету. Он је пети по реду по карго-промету у Европи, а на нивоу Немачке одмах после франкфуртског аеродрома.
2019. године кроз аеродром је прошло преко 2,2 милиона путника, па је ово једанаести аеродром у Немачкој по промету путника.
Аеродром је главно европско авио-чвориште за великог карго-превозника "ДХЛ" и главно авио-чвориште за „ЕроЛоџик” карго-превозника.